# Лозовое (Воронежская область)
Лозово́е (до 1966 г. — Гнилу́ша) — село в Верхнемамонском районе Воронежской области России. Административный центр Лозовского 1-го сельского поселения. До 2013 года входило в состав сразу двух муниципальных образований Лозовского 1-го сельского поселения и Лозовского 2-го сельского поселения.

## География
Улицы
| - ул. 40 лет Победы, - ул. 50 лет Победы, - ул. Зиновьева, - ул. Октябрьская, | - ул. Орджоникидзе, - ул. Первомайская, - ул. Садовая, - ул. Советская, | - ул. Фрунзе. - ул. Авдеева, - ул. Воровского, - пер. Солнечный. |

## История
Село лежит по обоим берегам речки Гнилуши, от которой село получило своё первоначальное название — Гнилуша. С появлением в середине XIX века ниже по течению этой речки села с таким же названием — стало называться Верхней Гнилушей.
Селом стало ещё до 1742 года, хотя возникло в начале XVIII века. В 1747 году вместо деревянной выстроена Покровская каменная церковь, с приделом святого пророка Илии.
В Отечественной войне 1812 года участвовали 29 гнилушан и журавцов. В 1859 году в селе дворов 509, население 5265 человек, из них мужского пола 2575, 2 церкви, построенные во 2-й половине XVIII века. В 1874 году в Гнилуше было сельское училище, 5 крупорушек, 141 ветряная мельница, 1 кирпичный и 3 маслобойных завода.
В 1930 году в селе был организован колхоз-гигант «Искра». В колхозе действовали 4 кирпичных завода, швейная мастерская, кузница на 7 горнов, мелкий литейный цех, плотницкая и полеводческая бригады. Впоследствии колхоз разделился на 9 мелких хозяйств: «Нива», «Революция», «Путь к социализму», «имени Калинина», «Красная звезда», «имени Ворошилова», «Победа», «Искра» и другие. В результате нового укрупнения в 1959 году организованы колхозы «Искра» и «Правда», в 1973 году — свиноводческий спецхоз «Лозовской», вошедший в 1984 году в состав колхоза «Правда».
Во время операции «Малый Сатурн» здесь находилось управление штаба Воронежского фронта. В селе установлены памятники лозовчанам, погибшим на фронтах Великой Отечественной, а в 1967 году — скульптурный памятник В. И. Ленину скульптора В. И. Агибалова.
В 1966 году указом президиума ВС РСФСР село Верхняя Гнилуша переименовано в Лозовое.

## Население
| 1859  | 1897  | 2010  | 2012  | 2013  | 2014  | 2015  | 2016  | 2017  |
| ----- | ----- | ----- | ----- | ----- | ----- | ----- | ----- | ----- |
| 5265  | ↗8170 | ↘1220 | ↘1167 | ↘1128 | ↗1874 | ↘1795 | ↘1747 | ↘1685 |
| 2018  | 2019  | 2020  | 2021  |       |       |       |       |       |
| ↘1657 | ↘1651 | ↘1641 | ↘1590 |       |       |       |       |       |

## Достопримечательности
В настоящее время в селе сооружены два мемориальных комплекса с именами погибших воинов, есть родник с купелью.

## Инфраструктура
В селе имеется одна школа среднего общего образования и одна начального общего образования, Дом культуры, 2 библиотеки, 2 фельдшерских пункта, 7 магазинов, поселковая администрация и 2 детских сада.

## Персоналии
- Василий Иванович Агибалов — советский скульптор.